# Jessica Sutta
Jessica Lynn Sutta (Miami, 15 de maio de 1982) é uma cantora, compositora e ex-atriz estadunidense. Em 2005 ficou conhecida mundialmente por integrar o grupo feminino de música pop e R&B The Pussycat Dolls, onde lançou dois álbuns de estúdio e doze singles oficiais, alcançando boas posições na Billboard Hot 100 dos Estados Unidos e vendendo cerca de 9 milhões de cópias. Em 29 de janeiro de 2010 anunciou  através de uma entrevista à E!Online, que estava deixando o grupo depois de várias divergências, junto com outras integrantes, com Nicole Scherzinger. Na ocasião a cantora declarou que foi mandada para casa em meio à turnê depois de lesionar a costela, porém não tinha para onde ir, denunciando também o tratamento de Nicole Scherzinger as outras integrantes, que chegava a controlar até mesmo o tempo em que as câmeras filmavam Jessica e as outras cantoras nos videoclipes.
Em carreira solo, iniciou a fase em 2007, quando foi convidada pelo produtor e cantor Dave Audé para gravar uma canção, "Make It Last", lançada como single no mesmo ano, onde alcançou a primeira posição na Billboard Dance Club Play. No mesmo ano a cantora lança o segundo single como artista participante, "White Lies", para o álbum do DJ Paul van Dyk, alcançando a terceira posição no Billboard Dance Club Play, a oitava no Canadá, a trigésima oitava na Alemanha e a quatorze na Austria. Em 2010 funda sua própria gravadora independente, a Pinup Angel Productions, para lançar seu primeiro single solo oficial, intitulado "I Wanna Be Bad", composto pela cantora e produzida por Tearce Kizzo, conhecido pelos trabalhos com Eva Simons.
A canção não teve um bom desempenho, falhando ao alcançar alguma posição nos Estados Unidos, apenas entrando para a posição sessenta e cinco no IFPI Slovenská Republika, na Eslováquia. Em 2011 assina com a Hollywood Records, gravadora conhecida por ser o lar de artistas como Demi Lovato, Selena Gomez, Miley Cyrus e Hilary Duff. Em 23 de agosto lança a canção "Show Me", primeiro single pela nova gravadora, que alcançou a primeira posição da Billboard Dance/Club Songs, e passando a trabalhar em seu álbum de estreia, anunciado como Sutta Pop. Em 2013 lançou os singles "Again'' com a participação do DJ Kemal Golden e ''Lights Out''. Em 2014 Jessica Sutta adotou um novo visual e anunciou que estava trabalhando em um novo álbum "I Say Yes" que está para ser lançado em 2016.

## Biografia
Sutta nasceu em Miami, Flórida, em 15 de maio de 1982. Sua mãe é descendente de irlandeses e de fé católica e seu pai é judeu (de origem russa, romena e polonesa). Ela cresceu em Cutler Bay, Flórida, com dois irmãos mais velhos, Billy e Kevin. Ela começou as aulas de dança com a idade de três anos. Ela era uma modelo infantil em um catálogo de roupas de dança em Miami, chamada Star Style. Sutta estudou dança no Miami City Ballet em Miami Beach, Flórida. Na New World School of the Arts, ela estudou dança. Ela fraturou o Ligamento cruzado anterior em ambos os joelhos e mudou para estudos de teatro, antes de voltar a dançar. Ela tornou-se Animadora de torcida na NBA do Miami Heat em 1999 e tornou-se capitã em 2001.

## Carreira

### 2003–10: Carreira com o Pussycat Dolls
Em 2003, ela se mudou para Los Angeles e três meses depois participou de um teste de dança para um PSA envolvendo Smokey Bear, quando chamou a atenção da coreógrafa Robin Antin , que a contratou para as Pussycat Dolls em 2003.
A partir do momento em que Sutta se juntou às Pussycat Dolls, ela diz: "Aqui é onde eu sempre quis estar. Achei que as Pussycat Dolls eram geniais. Sou muito abençoada por fazer parte desse grupo". Sutta cantou vocais secundários juntamente com Carmit Bachar e Ashley Roberts no no Lado B do single "Stickwitu", "Santa Baby". Após a saída de Bachar do grupo, Sutta pegou as partes que Bachar costumava cantar e co-lidera com Melody. Para o segundo álbum de estúdio das Dolls, Doll Domination, Sutta co-liderou nas canções "Top of the World" e "Painted Windows". Ela também gravou uma música solo, "If I Was a Man". A música é produzida por Smidi, Stefanie Ridel .
Durante o hiato das Pussycat Dolls em 2007, Sutta apareceu em duas faixas, "Make It Last" e "White Lies". Ambos conseguiram liderar na parada da Hot Dance Club Play, alcançando os três primeiros lugares, enquanto "White Lies" foi bem sucedido na Europa. Isso fez de Sutta o segundo artista a ter dois singles no top 10 do Club Play. "White Lies" alcançou a posição número 1 durante quatro semanas na Hot Dance Singles Sales da Billboard.
Em 29 de janeiro de 2010, Sutta revelou que ela havia decidido deixar o grupo. Em uma entrevista para a E! Online Sutta revelou que quebrou uma costela durante uma turnê com o grupo e a equipe do grupo falhou em fornecer apoio, então a cantora "quase sem-teto" teve que ficar no sofá de um amigo enquanto se recuperava de uma costela quebrada. Na revista Life & Style, ela afirmou: "Basicamente senti-me como nada além de uma glorificada dançarina de apoio depois de sete anos com o grupo. Eu não estava me sentindo como se estivesse crescendo na situação. teve que chegar ao ponto de quebrar minha costela é o que me fez ultrapassar a borda." Sutta disse ao MTV News que ela teve a bênção das Dolls para deixar a banda. "Elas realmente me apoiaram. Foi uma grande decisão, mas foi a melhor decisão." Ela também disse que ela pode ser uma mulher própria.

### 2009–13: Carreira solo, participações e Sutta Pop

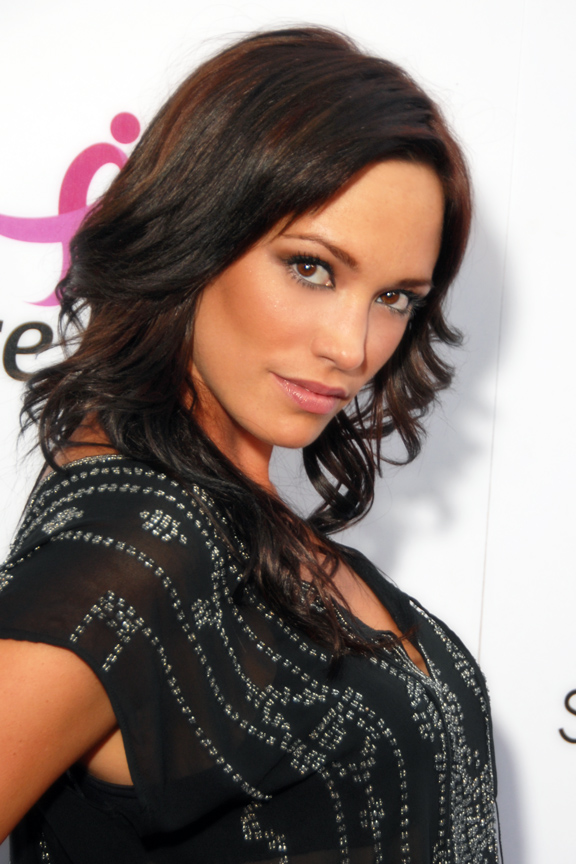
Sutta atendendo ao "Susan G. Komen's 8th Annual Fashion For The Cuth" em setembro de 2009.

Em 19 de setembro de 2010, ela lançou seu primeiro single solo, "I Wanna Be Bad", que ela escreveu e produziu com Tearce Keaz. Em 24 de setembro de 2010, ela estreou a música no bar do West Hollywood Gay, Here Lounge. Em 18 de outubro de 2010, o videoclipe do single dirigido por Frank E. Flowers, estreou no Radar Online. Em 26 de dezembro de 2010, ela estreou e tocou duas novas faixas intituladas "Good Boy" e "Jack in the Box", no jogo Dolphins vs. Lions no Sun Life Stadium em Miami, Flórida. Em 3 de março de 2011, ela revelou uma colaboração com o DJ Erick Morillo em uma faixa intitulada "Pin-up Girl". A canção foi escrita por VASSY & Jamie Hartman, e produzida por Morillo, Harry Romero e José Nunez. Ele também apresenta o rapper americano Stone Wallace. Em 27 de março de 2011, ela cantou ao lado de Wallace e Morillo no Ultra Music Festival.
Cedric Gervai, "Where Ever U Are". que apresenta Sutta foi lançado em 2 de agosto de 2011 e aparece no álbum de Gervais, Miamication. Em 3 de junho de 2011, ela anunciou no Twitter que assinou com a Hollywood Records, lar de vários artistas da Disney. O primeiro single de Sutta, "Show Me", estreou no programa Idolator em 3 de agosto de 2011. O vídeo estreou no sábado, 6 de agosto, na ABC Family. Depois disso, a música ficou disponível digitalmente em 23 de agosto. A música alcançou o primeiro lugar nas músicas do Hot Dance Club nos Estados Unidos, tornando-se o primeiro single número um de Sutta como artista solo. Ela está atualmente trabalhando em seu primeiro álbum solo, Sutta Pop, que nunca foi lançado.
Em 2012, ela se apresentou em várias corporações e outros locais de desempenho, obtendo aclamação da crítica por seu desempenho na Halsted Market Days de Chicago. Em junho de 2012, Sutta revelou ao The Morning Show que ela estava trabalhando com RedOne em seu próximo álbum. Em 5 de agosto de 2012, Sutta anunciou que estava planejando lançar, "Make It Loud", como seu segundo single em setembro do mesmo ano. No entanto, o single não foi lançado. Em 6 de outubro de 2012, Sutta revelou no Ustream que ela não estava mais trabalhando com a RedOne e havia deixado a Hollywood Records. Em 13 de dezembro de 2012, Sutta revelou que lançaria novas músicas no início de 2013.Em fevereiro de 2013, Sutta anunciou o lançamento de seu novo single chamado "Again" em março. Foi lançado em 26 de março pela Citrusonic Stereophonic. "Again" alcançou o número 4 nas músicas do Hot Dance Club nos Estados Unidos. A música recebeu elogios dos fãs e da mídia, enquanto a Billboard Magazine chamou "Again" um próximo passo intrigante. O terceiro single promocional "Lights Out" foi lançado pela Citrusonic Stereophoic em 20 de agosto, com um brilhante e escuro vídeo lírico. Mais tarde, chegou ao número 3 nas músicas do Hot Dance Club nos Estados Unidos.

### 2016–presente:MixtapeeI Say Yes
Sutta continuou a colocar vários singles e permanecer ativo ao longo de 2014-2015 e alcançou o topo dos Hot Dance Charts mais uma vez como um artista de destaque no cover de Dave Aude de "Gonna Get U". Em fevereiro de 2016, ela lançou o que provavelmente foi seu single mais bem-sucedido, intitulado "Forever". A música foi lançada nacionalmente e Sutta foi a artista #1 Independente por 4 semanas consecutivas no Top 40 Radio Chart alcançando #56 e #57 nas rádios rítmica. No mesmo ano, Sutta lançou seu álbum Feline Resurrection, composto de faixas de seu primeiro álbum oficial, I Say Yes, pela Premier League Music. Ela lançou uma nova música da mixtape para download gratuito toda sexta-feira de 8 de abril a 9 de junho de 2016, começando com a primeira faixa "I Tried".
"Forever" estreou em mais de 15 meios de comunicação internacionalmente incluindo Bustle, Idolator, The Sun (U.K.), Galore, EDM Sauce, Fox News Magazine, Perez Hilton, EDM Tunes e mais. O single também foi destaque na playlist 'Weekend Buzz' do Spotify e no iTunes 'Top Track This Week' no Pop. O vídeo do single foi lançado exclusivamente na página inicial do VEVO em 21 de março de 2016 e atingiu 1,17 milhões de visualizações nas primeiras duas semanas. O remix "Forever" traz o rapper Meek Mill em seu próximo álbum solo, I Say Yes, que estreou em 3 de março de 2017.

## Discografia
- Feline Resurrection (2016)
- I Say Yes (2017)

## Filmografia

### Cinema
| Ano  | Título               | Personagem |
| ---- | -------------------- | ---------- |
| 2001 | Bully                | Emma       |
| 2002 | Ocean Ave.           | Jody Starr |
| 2003 | From Justin to Kelly | Nadine     |
| 2003 | Bad Boys II          | Macy       |

### Televisão
| Ano  | Título                                    | Personagem                | Nota       |
| ---- | ----------------------------------------- | ------------------------- | ---------- |
| 2007 | Identity                                  | Ela mesma                 | 1 programa |
| 2008 | Pussycat Dolls Present: Girlicious        | Ela mesma / Apresentadora |            |
| 2008 | E! True Hollywood Story                   | Ela mesma                 | 1 programa |
| 2010 | The Search For Shangela's Best Dance Crew | Ela mesma                 | 1 programa |